# حديقة الثورة (صنعاء)
تقع حديقة الثورة (حديقة 13 يونيو سابقًا) على خط المطار وهي حديقة ترفيهيه يرتادها سكان العاصمة وبها ألعاب كهربائيه ومتنزهات.

## تعرضها للنهب والإتلاف
كشف تقرير رسمي عن حدوث أضرار وخسائر بالغة بحديقة الثورة الواقعة في حي الحصبة بأمانة العاصمة بنحو 40 مليون
ريال، جراء تعرضها للنهب والإتلاف واستخدامها من قبل مسلحي عناصر اللقاء المشترك لمهاجمة المنشآت الحكومية
والخاصة، الخارجين عن القانون والنظام في مايو الماضي.
وأكد التقرير الأولي الصادر عن لجنة خاصة لتقييم وحصر الأضرار مكونة من المختصين بالإدارة العامة للحدائق
والمنتزهات بأمانة العاصمة حصلت وكالة الأنباء اليمنية (سبأ) على نسخة منه أن الأضرار التي تعرضت لها حديقة الثورة لم
تسلم منها الشجر ولا الحجر فقد تم أطلاق النيران حتى على الأرصفة والنوافذ والأبواب بشكل عشوائي وهمجي مما يدل على
الحقد الدفين تجاه كل شيء جميل من منجزات الجمهورية والوحدة.
وأشار التقرير إلى أن الأضرار التي لحقت بمبنى إدارة الحديقة ومحتوياتها تقدر بنحو 10 ملايين ريال فقد تم نهب جميع
محتويات الإدارة من أجهزة كمبيوتر وطابعات وأجهزة خاصة بإذاعة الحديقة إضافة إلى الأضرار الكبيرة التي لحقت بالمبنى
جراء سقوط قذائف عليه.. فضلاً عن تعرض مخزن الحديقة لإطلاق نار واختفاء قصاصات الحشيش وعربات رش سعة 100
لتر منه.
فيما بلغت أضرار الأشجار والمسطحات الخضراء نحو 30 مليون ريال والتي أصيبت بتلف كامل نتيجة أطلاق النار الكثيف
وسقوط القذائف الذي أدى إلى جفاف وانتهاء تلك الأشجار والمسطحات.
كما بين التقرير أن أضرار جسيمة لحقت بالمنظومة الكهربائية للحديقة حيث تم قطع الكابل الخاص بالكهرباء وأتلاف
الطبولانات الخاصة به، إضافة إلى أتلاف محول الحديقة الجديد بسبب تعرضه لإطلاق نار كثيف وتعرض محول الكهرباء
الخاص بمضخة المياه والواقع جنوب المدخل الغربي للحديقة إلى ثقوب جراء أطلاق ناري علية. 
كما أكد التقرير أن السور الجنوبي للحديقة والممتد من وزارة الداخلية إلى جولة الساعة قد تعرض إلى تلف أجزاء منه.
إضافة إلى تعرض الحمامات العامة والواقعة جوار جولة الساعة لقذائف مما أدى إلى تهدم الجزء العلوي للمبنى.
يشار إلى أن حديقة الثورة تعتبر ثاني أكبر حديقة في العاصمة صنعاء وقد تم افتتاحها عام 1974م، كما توصف بأنها رئة
للعاصمة صنعاء من الجهة الشمالية ومن المتنافسات الهامة لساكني وزائري صنعاء حيث تبلغ مساحتها نحو 400 ألف متر
مربع وتوجد فيها من الأشجار الكبيرة والمعمرة كالكافور والأثل وغيرها بالإضافة إلى وجود ألعاب مختلفة للأطفال والأسر
الزائرة لها.